# غراهام راسيل قاو هودجز
غراهام راسيل قاو هودجز (بالإنجليزية: Graham Russell Gao Hodges)‏ هو مؤرخ أمريكي، ولد في 29 نوفمبر 1946.